# Пясечны, Анджей
Анджей Томаш «Пясек» Пясечны (пол. Andrzej Tomasz «Piasek» Piaseczny; род. 6 января 1971 в Пёнках) — польский певец, представитель Польши на конкурсе песни Евровидение 2001.

## Биография
Родился в 1971 году в небольшом городке Пёнки в центре Польши. После окончания института поступил в музыкальный колледж в Кельце. Там он знакомится с несколькими другими музыкантами и вместе с ними создаёт софт-рок группу «Mafia».
В 2001 году представлял свою страну на Евровидении с песней «2 Long», с которой финишировал двадцатым.
Певец стал одним из «лауреатов» т. н. награды «Barbara Dex Award», вручаемой самым безвкусно одетым участникам Евровидения.
К настоящему моменту исполнитель выпустил восемь полноформатных альбомов, неоднократно получавших статус платиновых и золотых.
Лауреат ряда музыкальных наград и премий.

## Дискография

### Сольные альбомы
- Piasek (1998)
- Popers (2000)
- Andrzej Piaseczny (2003)
- Jednym tchem (2005)
- 15 dni (2008)
- Spis rzeczy ulubionych (2009)
- To co dobre (2012)

### Синглы
- Piasek na lato (1998)
- Kochać masz (1999)
- Too Long (2001)
- Wszystko trzeba przeżyć (2003)
- Szczęście jest blisko (2003)
- Teraz płacz (2003)
- Jedna na milion (2004)
- Jednym tchem (2005)
- Z głębi duszy (2005)
- Tej Nocy (2005)
- …i jeszcze (2006)
- 15 dni (2008)